# دالم (نوردراین-وستفالن)
دالم (به آلمانی: Dahlem) یک شهر در آلمان است که در اویسکیرشن واقع شده‌است. دالم ۴٬۲۶۶ نفر جمعیت دارد.